# Fredericella indica
Fredericella indica är en mossdjursart som beskrevs av Annandale 1909. Fredericella indica ingår i släktet Fredericella och familjen Fredericellidae. Inga underarter finns listade i Catalogue of Life.